# Hyposidra picaria
Hyposidra picaria là một loài bướm đêm trong họ Geometridae.